# Gasthaus (Ramsberg am Brombachsee)

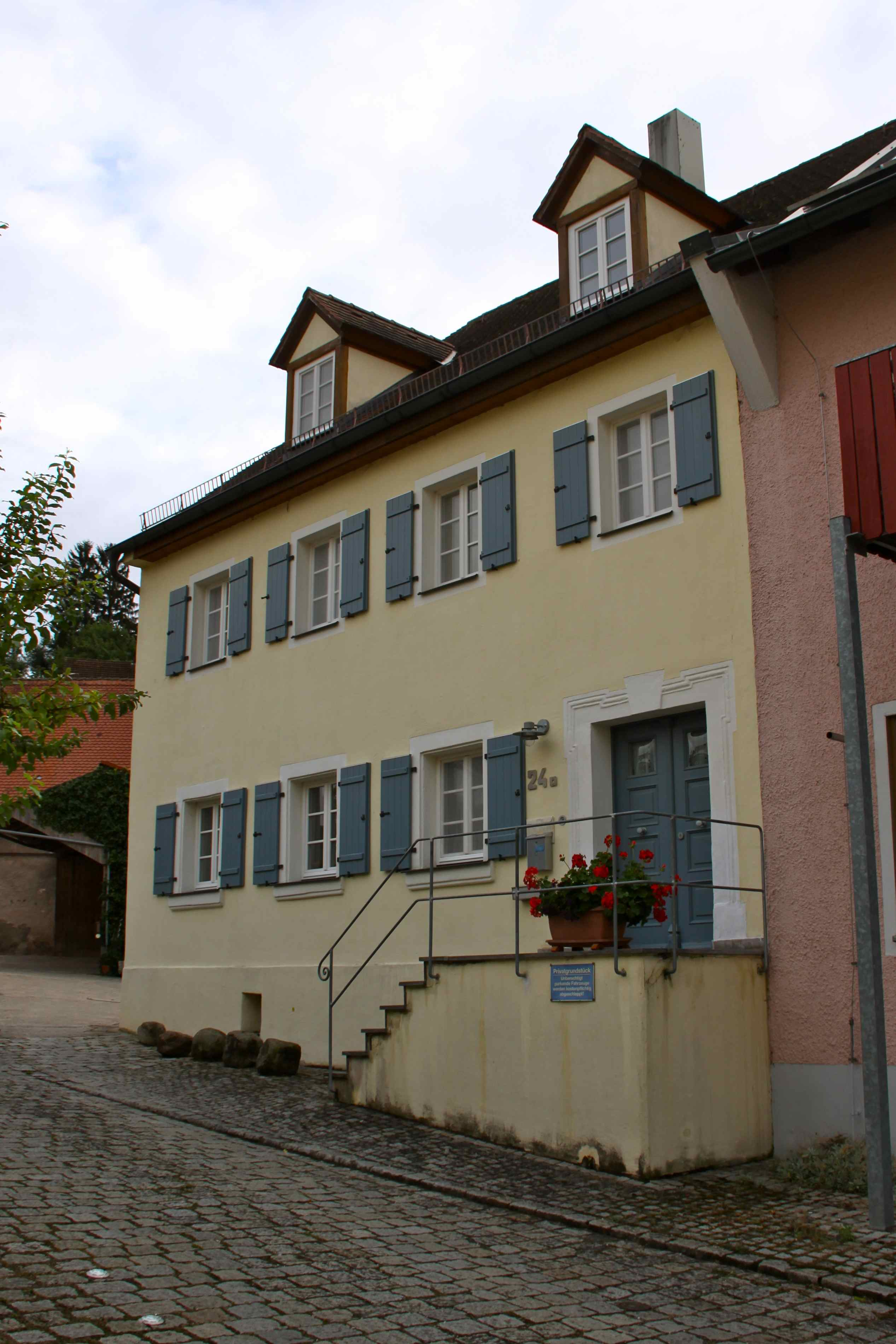
Ehemaliges Gasthaus in Ramsberg am Brombachsee (2012)

Das Gasthaus in Ramsberg am Brombachsee, einem Gemeindeteil von Pleinfeld im mittelfränkischen Landkreis Weißenburg-Gunzenhausen in Bayern, wurde in der ersten Hälfte des 18. Jahrhunderts errichtet. Das ehemalige Gasthaus mit der Adresse Obere Dorfstraße 24a steht auf der Liste der geschützten Baudenkmäler in Bayern.
Der zweigeschossige giebelständige Satteldachbau war ursprünglich Teil eines Doppelhauses, dessen anderer Teil abgerissen wurde.